# La Trinité-de-Thouberville
La Trinité-de-Thouberville es una localidad y comuna francesa situada en la región de la Normandía, departamento de Eure, en el distrito de Bernay y cantón de Routot, primordialmente ganadera y agrícola.

## Demografía
| 656 | 546 | 506 | 586 | 242 | 202 | 251 | 248 | 230 | 248 | 220 | 208 | 158 | 159 | 130 | 142 | 131 | 122 | 112 | 112 | 107 | 120 | 102 | 100 | 124 | 131 | 151 | 127 | 160 | 276 | 335 | 323 | 386 | 412 | 419 | 426 | 439 | 456 | 451 | 445 | 439 | 439 |
| Para los censos de 1962 a 1999 la población legal corresponde a la población sin duplicidades (Fuente: INSEE [Consultar]) |     |     |     |     |     |     |     |     |     |     |     |     |     |     |     |     |     |     |     |     |     |     |     |     |     |     |     |     |     |     |     |     |     |     |     |     |     |     |     |     |     |

## Lugares de interés
La iglesia de la Sainte-Trinité, de estilo románico del siglo XII, y la cruz que se encuentra en las inmediaciones, ambas inscritas como Monumento histórico de Francia.